# Шнайдер, Рафал
Рафал Ежи Шнайдер (пол. Rafał Jerzy Sznajder; 13 октября 1972, Бендзин, Польша — 13 апреля 2014, Пловдив, Болгария) — польский саблист, серебряный (1999) и трёхкратный бронзовый (1997, 1998, 2001) призёр чемпионатов мира по фехтованию.

## Спортивная карьера
Выступал за клуб MOSiR Sosnowiec из Сосновеца. Четырёхкратный чемпион Польши: трижды — в индивидуальном зачете (1998, 2001 и 2002) и один раз — в командном (2003), пятикратный серебряный и пятикратный бронзовый призёр, Третий призёр летней Универсиады в Буффало (1993) в индивидуальной сабле.
На летних Олимпийских играх в Атланте (1996) стал четвёртым в командных соревнованиях и седьмым в личном зачете. Через год на первенстве мира в Кейптауне (1997) выиграл индивидуальную бронзу. Становился серебряным призёром чемпионата мира в Сеуле (1999) и бронзовым — в швейцарском Ла-Шо-де-Фоне (1998) в команде и в индивидуальном зачете — во французском Ниме (2001). На первенствах Европы в той же дисциплине выигрывал командное золото в Пловдиве (1998) и дважды — серебряные медали: в Копенгагене (2004) и в венгерском Залаэгерсеге (2005).
На своих вторых Олимпийских играх в Сиднее (2000) был седьмым в командных и 22-м — в индивидуальных соревнованиях. На летних Играх в Афинах (2004) стал 14-м в одиночном зачете.

## После карьеры
В 2007 г. принял решение о завершении спортивной карьеры. В дальнейшем являлся судьей и членом совета Польской Ассоциации фехтования.
Скоропостижно скончался 13 апреля 2014 года от сердечного приступа во время юниорского чемпионата мира в Пловдиве.